# Élections sénatoriales de 1912 en Guadeloupe
Les élections sénatoriales en Guadeloupe ont eu lieu le dimanche 7 janvier 1912. 
Elles ont eu pour but d'élire le sénateur représentant le département au Sénat pour un mandat de neuf années.

## Contexte départemental
Les grands électeurs reflètent les résultats des élections municipales de 1908.

## Présentation des candidats et des suppléants
Le nouveau représentant est élu pour un mandat de 9 ans au suffrage universel indirect par les 290 grands électeurs du département, au scrutin majoritaire à deux tours. 
| Candidats | Candidats       | Parti   | Principale fonction                                                       |
| --------- | --------------- | ------- | ------------------------------------------------------------------------- |
|           | Adolphe Cicéron | Rad ind | Notaire. Soutenu par les usiniers et le crédit foncier. Sénateur sortant. |
|           | Henry Bérenger  | Rad-soc | Journaliste à L'Action.                                                   |
|           | Joseph Vitalien | Rad-soc | Médecin. Soutenu par Gratien Candace.                                     |

## Résultats
| Candidat et parti politique | Candidat et parti politique | Candidat et parti politique | Premier tour | Premier tour | Ballotage | Ballotage |
| Candidat et parti politique | Candidat et parti politique | Candidat et parti politique | Voix         | %            | Voix      | %         |
| --------------------------- | --------------------------- | --------------------------- | ------------ | ------------ | --------- | --------- |
|                             | Henry Bérenger              | Rad-soc                     |              |              |           |           |
|                             | Adolphe Cicéron *           | Rad ind                     |              |              |           |           |
|                             | Joseph Vitalien             | Rad-soc                     |              |              |           |           |
|                             |                             |                             |              |              |           |           |
| Inscrits                    | Inscrits                    | Inscrits                    |              | 100,00       |           | 100,00    |
| Votants                     |                             |                             |              |              |           |           |
| Exprimés                    |                             |                             |              |              |           |           |